# Al-Jatima
Al-Jatima (arab. اليتيمة) – wieś w Syrii, w muhafazie Aleppo, w dystrykcie Afrin. W 2004 roku liczyła 260 mieszkańców.